# تحول مستوى السطح الاساسي
تحول مستوى السطح الأساسي هو نوع من التحول على مستوى النواة الذي يظهر غالبًا في أطياف التحليل الطيفي للأشعة السينية من ذرات السطح. نظرًا لأن الذرات السطحية لها بيئات كيميائية مختلفة عن الذرات السائبة، يتم ملاحظة التحولات الصغيرة لطاقات الربط بواسطة التحليل الطيفي للإلكترون الضوئي بالأشعة السينية
يُعزى التحول بشكل أساسي إلى أرقام التنسيق الأقل لذرات السطح من الذرات الكتلية. يؤدي التنسيق المنخفض إلى تضييق عرض نطاق التكافؤ. يزيد هذا التضييق في عرض النطاق من كثافة الحالات ، وإذا تم ملء أكثر من نصف نطاق التكافؤ ، يكون مركز النطاق أقل من الحجم وتزداد طاقة الربط. في المقابل ، إذا تم ملء أقل من نصف نطاق التكافؤ ، يكون مركز النطاق أعلى من الكتلة ، وتقل طاقة الربط.
نظرًا لأن طاقة الربط في التحليل الطيفي للأشعة السينية تتأثر بالحالة النهائية والبيئات الكيميائية الأخرى ، فلا يمكن دائمًا تطبيق هذا التفسير البسيط على تفسير أطياف الأشعة السينية الضوئية.